# 住宅金融組合
住宅金融組合（じゅうたくきんゆうくみあい、英語: Building society）は、イギリスにおいて、銀行業務やその他の金融サービス、特に住宅ローンを提供する組合組織の金融機関である。
住宅金融組合という言葉が最初に出現したのは19世紀、イギリスにおいて、貯蓄を持ち寄り、住宅を建設または購入出来るようにする、勤労者の貯蓄協同組合組織からである。
今日、イギリスにおいて、住宅金融組合は、預金と住宅ローンの分野を始めとするほとんどの銀行業務で銀行と競合している。2007年現在、イギリスには60の住宅金融組合があり、3050億ポンドの資産を保有している。.なお、2007年のサブプライムローン問題の余波を受け、取り付け騒ぎを起こしたノーザン・ロックは住宅金融組合から転換された銀行である。

## 起源
最初の住宅金融組合は、バーミンガムで1774年に設立された。ほとんどの組合は完結型で、全ての加入者が家を手に入れたら解散するというものであった。この形態の最後のものは1980年に設立された。1830年代から1840年代にかけて、加入者が家を買い終ると並行して新たな加入者を引き受けて役割を継続する恒久的な住宅金融組合がつくられるようになった。住宅金融組合の法的な枠組は1874年の「住宅金融組合法」で、1894年、1939年、1960年に改正が行われた。
全盛期には数百の組合があり、町毎にその町の名前のついた組合があった。数世紀を経て組合の数は色々な組合の合併を繰り返して減少していき、名称変更がなされていった。ほとんどの現存する大きな住宅金融組合は、多くの小さな組合が合併していった結果である。

## 1980年代
1980年代に入って、イギリスの銀行法は住宅金融組合が通常の銀行とおなじ業務を行えるように改正された。いくつかの組合の経営陣が、これでも銀行に太刀打ちできないと考え、彼らの要望に応え新しい住宅金融組合法が成立した。その法律により、組合を非協同組合化することが可能になった。75%の加入者が賛成すれば、住宅金融組合は株式会社などになることができるようになった。加入者の相互の権利は新しい会社の持ち分に変換される事になった。いくつかの大きな組合はそれを議案にし、すべて受け入れられた。独立した会社としてロンドン証券取引所に上場した組合もあれば、より大きな金融グループに買収されたものもある。
この動きで、相互組織の組合の貯蓄口座を開き、投票権をえて、タナボタ的な支払を受けようと非協同組合化の投票を発議する投資家があらわれるようになった。そのような「カーペットバッガー」と呼ばれる投資家の動きに組合員や経営者は不利益を被った。相互組合組織とすることで、出資者に配当を払うこと無く、運営コストだけを上乗せすればいいので銀行や、非協同組合化された組合よりも安く良質な住宅ローンを提供できたからである。
いくつかの大きな非協同組合化や、組合から組合へと渡り歩いて利益をかっさらうカーペットバッガーが続出した結果、ほとんどの残った組合は、1990年代の終りに定款を変更した。それは、多くの場合、あたらしく入った最初の数年は非協同組合化された時の利益をうけとれなくするというものである。てっとり早く利益を得る機会が行われたことで、非協同組合化されるペースは2001年12月時点では落ちていった。